# Sikre
Sikre – gaun wikas samiti w środkowej części Nepalu w strefie Bagmati w dystrykcie Nuwakot. Według nepalskiego spisu powszechnego z 2001 roku liczył on 403 gospodarstwa domowe i 2068 mieszkańców (1106 kobiet i 962 mężczyzn).